# Jean-Claude Roussel

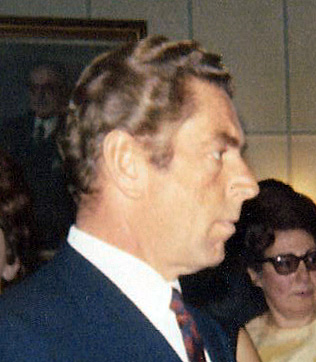
Jean-Claude Roussel in 1971

Jean-Claude Roussel (Parijs, 26 november 1922 - 9 april 1972) was een Frans apotheker en ondernemer. Hij was bestuurder van de farmaceutische groep Roussel-UCLAF.
In 1947 volgde de toen 24-jarige Roussel zijn vader Gaston Roussel op aan hoofd van verschillende farmaceutische bedrijven. Maar de familie bezat in de meeste van deze bedrijven slechts minderheidsposities en na de dood van Gaston Roussel ontstond er onenigheid met de andere aandeelhouders. Met als basis de firma Laboratoires de chimiothérapie, waarin de familie Roussel een meerderheidspositie had behouden, begon Roussel de maatschappijen van zijn vader terug te kopen.
In 1961 richtte hij de groep Roussel-UCLAF op om de verschillende bedrijven op wetenschappelijk, industrieel en commercieel gebied te stroomlijnen. Omdat de winstmarges in de Franse farmaceutische industrie daalden begon Roussel ook aan diversificatie. Roussel-UCLAF werd actief in de productie van pesticiden (Procida), laboratoriumuitrustingen, tandartsmateriaal, materiaal voor dierenartsen en dierenvoeding. In 1972 kocht Roussel ook een meerderheidsaandeel in de Société des parfums Rochas.